# Heinrich Emil Weber

Heinrich Emil Weber (1948)

Heinrich Emil Weber (* 22. März 1907 in Bern; † 10. August 1997) war ein Schweizer Elektroingenieur und Hochschullehrer.

## Leben
Heinrich Emil Weber besuchte die Kantonsschule am Burggraben in St. Gallen und absolvierte ein Studium an der ETH Zürich, das er als Diplom-Elektroingenieur abschloss. Danach war er von 1929 bis 1930 Assistent bei Ernst Meissner am Institut für Technische Mechanik der ETH Zürich. Im Anschluss führte er Studien für die International Standard Electric Corporation durch. Von 1931 bis 1948 war er in der Forschungsanstalt der Schweizer PTT in Bern tätig. Als Oberleutnant der Ingenieuroffiziere der Schweizer Armee war Weber an der Entwicklung der Neuen Maschine beteiligt, welche während des Zweiten Weltkrieges als Verbesserung der Enigma-K entwickelt und danach in Serie gebaut wurde. Im Jahr 1948 trat er in das Institut für Schwachstromtechnik der ETH Zürich ein. Ab 1950 war er dort Ordinarius für Fernmeldetechnik. In dieser Funktion prägte er eine Generation von Studenten und Doktoranden auf diesem Fachgebiet. Zu seinen Doktoranden gehörten Fritz Eggimann, André Jaecklin, Albert Kündig, Hansjürg Mey, George S. Moschytz und Albert Schenkel. Ab 1951 war Weber Mitglied der Eidgenössischen Kommission für elektrische Anlagen.
Er wurde 1973 emeritiert.

## Ehrungen
- Der Schweizerische Elektrotechnische Verband SEV (heute Electrosuisse) ernannte ihn 1969 zum Ehrenmitglied
- Er wurde zudem 1971 vom Institute of Electrical and Electronics Engineers für seine Verdienste zum IEEE Fellow ernannt.[3]